# 何開泰
何開泰（？年—1853年），字梅生，安徽鳳陽縣人。清朝政治人物。

## 生平
道光三十年（1850年）庚戌科進士。官湖北武昌縣知縣。咸豐二年十二月（1853年），太平軍克武昌，何開泰等一眾官員殉難。